# 윤기숙
윤기숙(尹基淑)은 대한민국의 탁구 선수였다. 1967년 싱가폴 아시아선수권대회에서 단식 금메달을 획득했다.

## 참조
1. ↑  “오늘 下午3時 金浦空港着 卓球선수凱旋”. 경향신문. 1967년 8월 23일.